# Furness
Furness (/ˈfɜːrnəs/ é uma península e região da Cúmbria, no noroeste da Inglaterra. Juntamente com a Península de Cartmel, forma North Lonsdale, historicamente um exclave de Lancashire.

## Localização

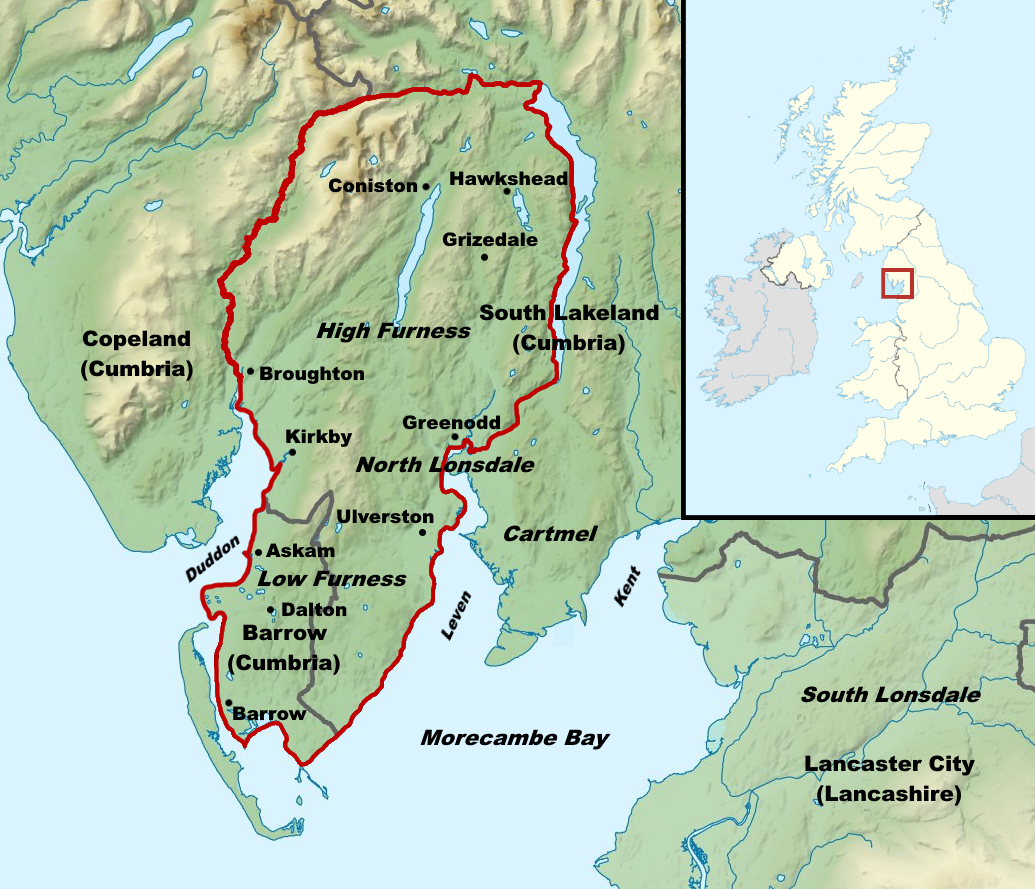
Furness, sobreposta às áreas administrativas atuais

A Península de Furness, também conhecida como Low Furness, é uma área de aldeias, terras agrícolas e charnecas baixas, encabeçada pela cidade industrial de Barrow. É limitada pelos estuários do rio Duddon a oeste e pelo rio Leven, na baía de Morecambe, a leste. A região mais ampla de Furness consiste na península e na área conhecida como High Furness, que é área relativamente montanhosa e pouco povoada, estendendo-se para o interior até Lake District, e contendo Furness Fells, área de Furness situada ao norte da divisa entre Ulverston e Ireleth. O limite interior da região é formado pelos rios Leven, Brathay e Duddon, e pelo lago Windermere. Ao largo da ponta sul de Furness está a Ilha Walney, com 18 km de comprimento, bem como várias ilhas menores.
The Borough de Barrow-in-Furness, que se desenvolveu quando a indústria do ferro floresceu em Furness no século XIX, é o maior assentamento da região, com uma população de mais de 91000. O restante de Furness é predominantemente rural, com Ulverston sendo o único outro assentamento com mais de 10000 habitantes. Grande parte de High Furness consiste em ambientes de pântanos, montanhas ou bosques.

## Etimologia
O nome, que foi registrado pela primeira vez em 1150 como Fuththernessa, é interpretado como "promontório pela ilha em forma de alcatra", do nórdico antigo futh (genitivo futhar), que significa alcatra, e nes, que significa promontório. A ilha em questão pode ser a Ilha Piel, com o nome originalmente referindo-se ao promontório imediatamente oposto (onde Rampside está), antes de ser estendido para toda a região. Alternativamente, poderia ser a Ilha Walney. Embora hoje pouco se pareça com a forma citada, a erosão pode tê-la alterado com o tempo.

## História

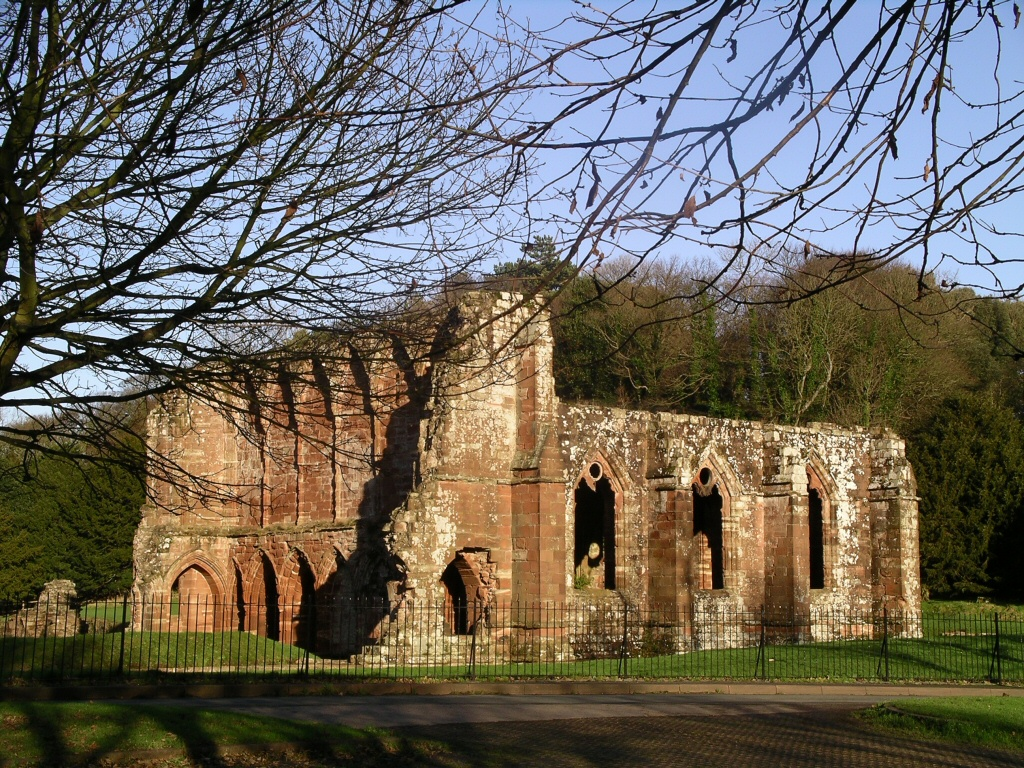
As ruínas da Abadia de Furness (Furness Abbey), ao norte de Barrow

A região de Furness parece ter sido pouco povoada nos tempos antigos. Um punhado de lugares com nomes britônicos sobreviveram ao redor de Barrow, sugerindo que esta área foi estabelecida antes. Os anglo-saxões chegaram a Low Furness no século VII, mas não parecem ter se espalhado para High Furness, que permaneceu quase vazia até ser povoada por escandinavos no século X. Foi sugerido que eles tinham um pequeno reino nas montanhas, centralizado em Coniston (que significa "cidade do rei").  A prevalência de nomes com o elemento "thwaite" em High Furness (do nórdico thveit, "clareira"), e a ausência destes em Low Furness, sugere que esta última já havia sido desmatada na época em que os escandinavos chegaram. Eles, provavelmente, formavam a maioria da população de Furness, e o nórdico antigo permaneceu uma língua viva na região pelo menos até o final do século XII.
Furness fez parte do feudo de Hougun, mantido por Tostigo, Conde da Nortúmbria. Em 1086, estava na posse da Coroa. Em 1127, o príncipe Stephen fundou a Abadia de Furness, (em inglês, Furness Abbey), concedendo ao abade a maior parte das terras de Furness, e dando o restante a um flamengo chamado Michael. Henrique III, posteriormente, concedeu o aluguel devido pelo senhor da terra de Michael (£10 por ano) para o abade de Furness, fazendo dele o único Tenente, e, portanto, um dos mais abades poderosos da Inglaterra.
No século XIV, o Castelo de Dalton e o Castelo de Piel foram construídos pelos abades de Furness para defender a cidade mercantil de Dalton-in-Furness e o porto de Barrow, respectivamente. A área havia sido invadida por escoceses em 1316 e, novamente, em 1322, embora no último ano o abade tenha pago a Robert the Bruce uma compensação para impedir seus homens de assediar Low Furness.
Lambert Simnel, pretendente ao trono da Inglaterra, desembarcou com seu exército na Ilha Piel em 1487. Alguns moradores se juntaram a ele, incluindo Sir Thomas Broughton, de Broughton Tower, que seria morto na desastrosa Batalha de Stoke Field, a última batalha da Guerra das Rosas.
A abadia foi fechada em 1536 depois que os monges deram seu apoio à Peregrinação da Graça, uma revolta popular em York, em protesto contra a reforma protestante levada a cabo por Henrique VIII. As terras do abade foram confiscadas pela Coroa, tornando-se parte do Ducado Real de Lancaster. Mais tarde, elas foram concedidas aos duques de Buccleuch e Devonshire.
Em maio de 1643, durante a Guerra Civil Inglesa, Furness foi ocupada e saqueada por uma grande força monarquista comandada por Richard Molyneux. Mais tarde, ainda naquele ano, eles se prepararam para marchar para socorrer o Castelo de Thurland, em South Lonsdale, então sitiado por Alexander Rigby. Mas Rigby levou alguns de seus homens pela praia e encontrou os realistas em Lindal, onde foram derrotados. Os parlamentaristas saquearam a vizinhança de Dalton antes de se retirarem para Cartmel, na mesma noite. Em 1644, os monarquistas permaneceram no controle de Furness, embora os camponeses fossem hostis a eles. Então, os navios do Parlamento desembarcaram na Ilha Piel para ajudar no levante. Depois de uma batalha em Hawcoat, a resistência foi anulada e os navios do Parlamento tiveram que partir para Liverpool. Depois de cobrar os aluguéis do rei, os realistas partiram para Cartmel. Após a restauração da monarquia, um proprietário de terras de Furness, o coronel Sawry, tentou um levante.

## Economia

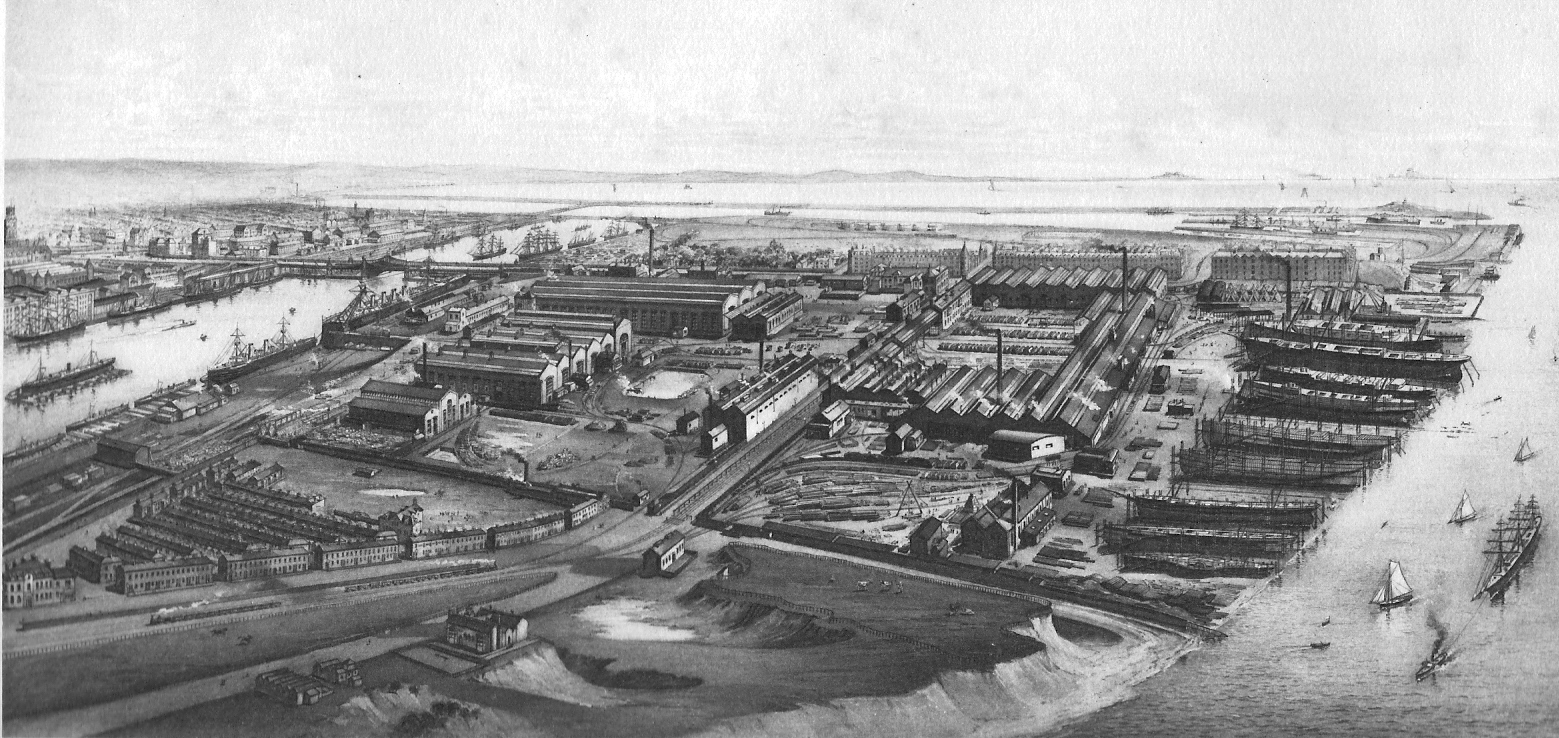
Ilha Barrow, em 1890

O ferro era extraído em Furness desde a pré-história e, no final do século XVIII, o minério era exportado de Barrow. A Furness Railway foi construída no século XIX para atender à demanda crescente. Siderúrgicas e metalúrgicas foram estabelecidas em Barrow, cuja população cresceu de apenas 325, em 1847, para 51712 em 1891, superando as de Dalton-in-Furness e Ulverston. A mineração atingiu seu pico em 1882, quando 1 408 693 toneladas de minério foram extraídas. 
Ao mesmo tempo, o turismo em Lake District aumentou, popularizado, em parte, pelo trabalho de John Ruskin e William Wordsworth. Já o turismo em High Furness foi promovido pelos escritos de Beatrix Potter, no início do século XX. Potter era um dos maiores proprietárias de terras da área, eventualmente doando suas muitas propriedades ao National Trust.
A construção naval mais tarde substituiu o ferro e o aço como a principal indústria de Low Furness, e os estaleiros de Barrow se tornaram os maiores da Inglaterra. Em particular, o desenvolvimento de submarinos se tornou uma especialidade da cidade, com os primeiros da Marinha Real Britânica tendo sido construídos lá. Durante as Guerras Mundiais, isso permitiu a Furness escapar de muitos dos problemas econômicos que outras áreas sofreram, devido ao trabalho constante fornecido pelos militares.
Após a Segunda Guerra Mundial, a demanda por navios e submarinos permaneceu alta, enquanto o desenvolvimento do Parque Nacional Lake District fomentou ainda mais o turismo. Atrações como a Lakeside and Haverthwaite Railway, navios a vapor no lago Windermere e no Coniston Water e caminhadas nas colinas fizeram com que partes de Furness se tornassem dependentes do comércio turístico.
No início da década de 1990, o declínio da construção naval levou a demissões em massa na área. Os números de empregos do estaleiro de Barrow caíram de 20000 para 3000 em um período de 20 anos. No entanto, ele continua sendo o mais movimentado da Inglaterra e a única instalação de submarinos nucleares do país. O turismo aumentou ainda mais, com o Lakes Aquarium e o South Lakes Safari Zoo, entre outras atrações.

## Geografia

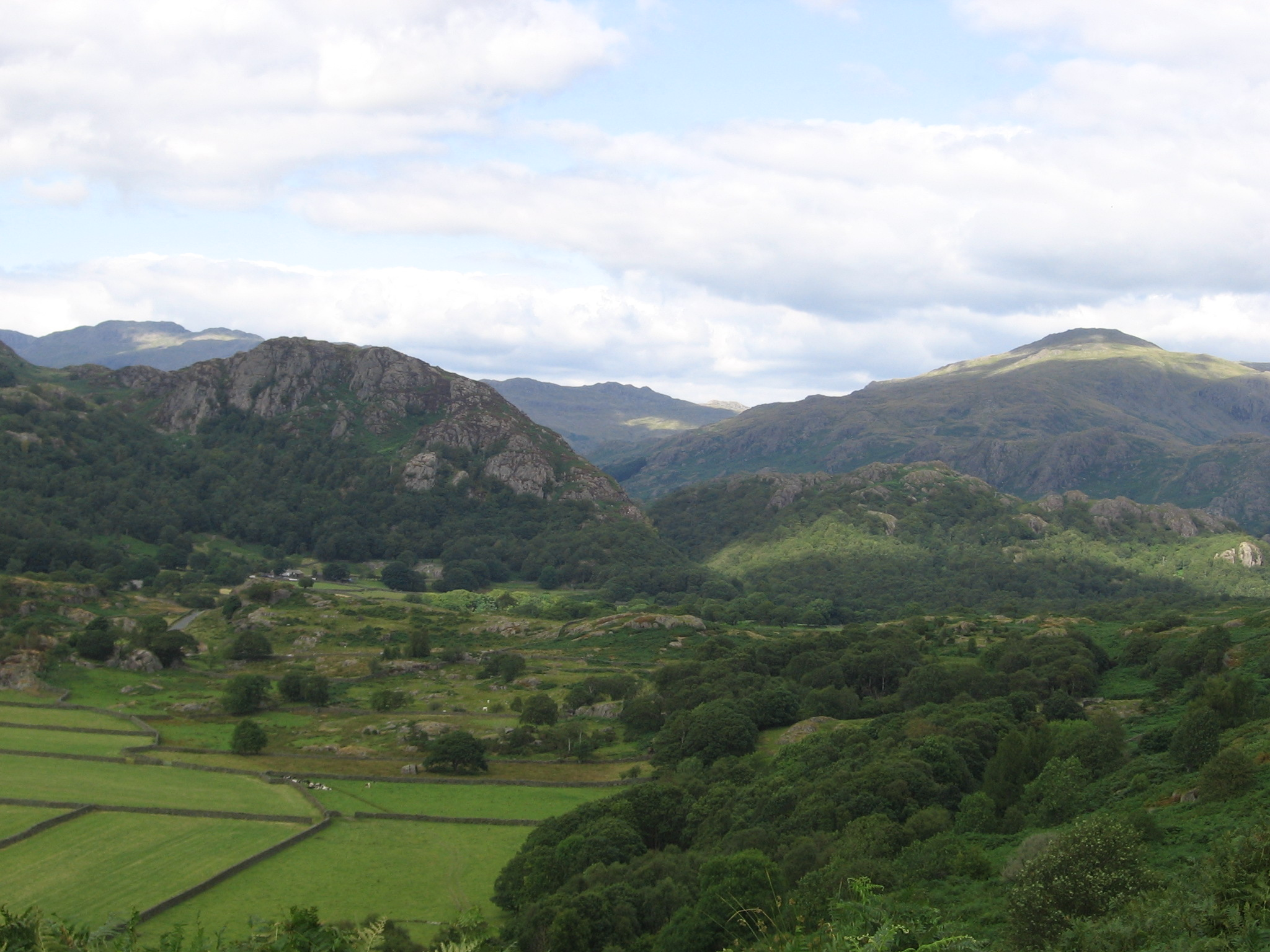
Vista das encostas de Dow Crag, em Coniston Fells

A fronteira de Furness segue o rio Duddon até o Wrynose Pass, uma passagem de montanha no Lake District National Park, e então o rio Brathay até desaguar no lago Windermere, que forma a maior parte da fronteira oriental, com o restante sendo formada pelo Leven, de sua nascente na ponta sul de Windermere até sua foz na baía de Morecambe. No total, Furness tem uma área de cerca de 647 sq  km.
As montanhas de Furness Fells são formadas por rochas vulcânicas ordovicianas, além de xistos e ardósias silurianas ao sul, e cortadas por Windermere, pelo lago Coniston Water e vários vales que deságuam nos rios Esk e Duddon e na Baía de Morecambe. O terreno mais alto é uma charneca rochosa, com tarnes frequentes, enquanto o terreno mais baixo suporta pastagens e bosques. No leste, há duas cadeias principais de colinas: uma com vista para o lago Windermere, com Latterbarrow, uma colina de 245m a leste da vila de Hawkshead, como seu ponto mais alto, e a outra, que chega a 300m, com vista para Coniston Water. Entre eles estão uma região plana e o lago Esthwaite Water. A oeste de Coniston Water está a faixa mais alta, Coniston Fells, com Coniston Old Man (803 m) como seu ponto mais alto (e, historicamente. o ponto mais alto de Lancashire). Uma faixa menor se estende de Torver até o norte de Dalton-in-Furness, mas ao sul dela a paisagem é plana; esta área também é chamada de Plain Furness. As colinas baixas da Península de Furness são formadas por depósitos glaciais, principalmente argila de seixo, acima do arenito triássico e do calcário carbonífero. Existem grandes depósitos de minério de ferro ali, considerados de qualidade muito pura.
A geografia humana da área é dominada pela cidade de Barrow-in-Furness. Com uma população de 69100 habitantes, Barrow está localizada na ponta da península e na Ilha Walney, e no Borough de Barrow-in-Furness, que inclui as cidades de Dalton e Millom. Ela cresceu de uma pequena vila para uma grande cidade durante o século XIX, sendo caracterizada por uma planta ortogonal com ruas com casas no estilo terraced house, cercada por subúrbios mais contemporâneos. Embora o porto de Barrow ainda contenha muitas indústrias, também houve um redesenvolvimento significativo de antigas áreas portuárias em parques de varejo, blocos de escritórios e espaços de indústria leve. A outra cidade importante na área é Ulverston, na fronteira entre Low e High Furness. A população de Ulverston e suas aldeias vizinhas é de 17307.
O corredor ao longo da estrada A590, entre Ulverston e Barrow, é relativamente densamente povoado e urbano. Apesar do declínio, a indústria continua sendo um empregador maior nesta parte de Furness do que na maioria do Reino Unido, com BAE Systems, Kimberly-Clark (ambas em Barrow) e GlaxoSmithKline (em Ulverston) sendo os maiores geradores de postos de trabalho. Em Barrow e na costa oeste de Furness, a instalação nuclear de Sellafield também é um empregador significativo. O restante de Furness é rural, com os ambientes montanhosos, arborizados e lacustres. A oeste, os principais assentamentos de Kirkby-in-Furness e Broughton-in-Furness são dominados pela agricultura. O Lake District National Park cobre a maior parte de High Furness, com Coniston e Hawkshead como principais centros de turismo, enquanto as principais atrações turísticas incluem a Floresta de Grizedale, o Lakes Aquarium, o South Lakes Safari Zoo e a ferrovia Lakeside and Haverthwaite Railway. As comunidades do norte e do leste de Furness compartilham mais em comum com as cidades do Lake District de Ambleside e Bowness, fora da região, do que com as áreas mais urbanas de Low Furness. A mineração já foi uma parte importante da economia local, mas hoje apenas as pedreiras de Burlington Slate, em Kirkby, permanecem em destaque.

## Transportes
A A590 é a estrada principal para a região a partir da autoestrada M6. A A595 é a principal rota até a costa oeste de Furness, e a A593/A5084 segue de norte a sul. de Low Furness para High Furness. A Furness Line fornece conexões ferroviárias para a West Coast Main line através do sul de Furness, e a Cumbria Coast Line é um ramal rural lento com serviços que vão do norte para Copeland e Carlisle. A balsa do lago Windermere é a única para veículos em lagos da Inglaterra.
O transporte tem se tornado uma questão cada vez mais controversa, com grupos conservacionistas e empresas locais entrando em conflito sobre a necessidade de melhorias na A590. As propostas para uma ponte rodoviária sobre a baía de Morecambe surgiram, mas ainda não progrediram além dos estágios de planejamento.

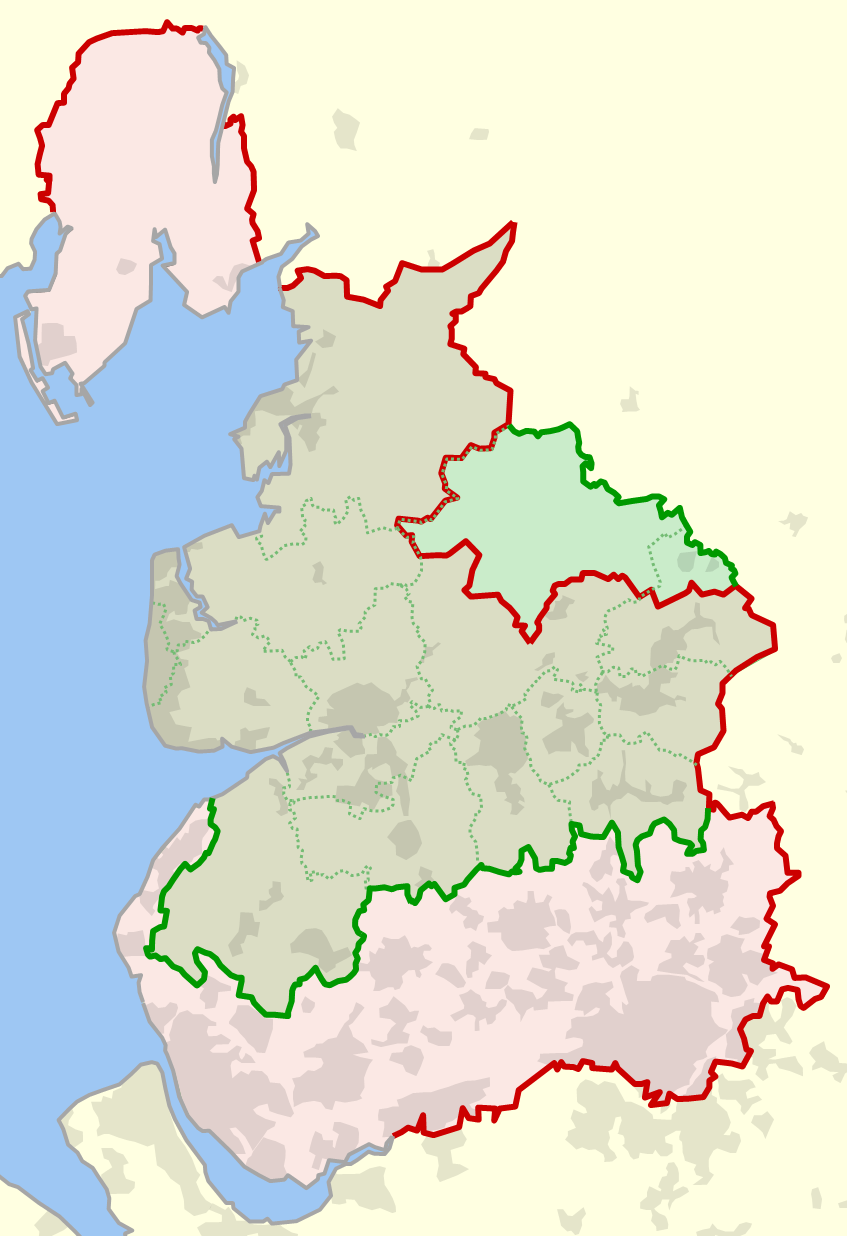
Os limites históricos de Lancashire (vermelho) em comparação com os modernos (verde).

## Administração
Furness formava a maior parte do exclave de North Lonsdale do condado histórico de Lancashire, que fazia fronteira com Cumberland a noroeste e Westmorland a nordeste. O ponto onde os três condados se encontravam é marcado pela Pedra dos Três Condados (em inglês, Three Shire Stone), na cabeceira do rio Duddon. North Lonsdale também é chamado de "Lancashire North of the Sands".
Em 1974, North Lonsdale - junto com Cumberland, Westmorland e parte de West Riding of Yorkshire (em torno de Sedbergh) - tornou-se parte do novo condado administrativo de Cúmbria. No nível distrital, agora consiste no borough de Barrow e parte de South Lakeland.
Low Furness e a parte oeste de High Furness estão no círculo eleitoral parlamentar de Barrow and Furness, enquanto o leste de High Furness fica em Westmorland e Lonsdale.

## Pessoas notáveis
- Myles Burton Kennedy (1862-1928), siderúrgico de Furness, proprietário de minas em Roanhead e presidente da North Lonsdale Iron & Steel Company;
- Ben Palmer (1976), diretor de cinema e televisão;
- Henry Robinson Hall (1859-1927), pintor de paisagens dos períodos vitoriano e eduardiano

## Galeria

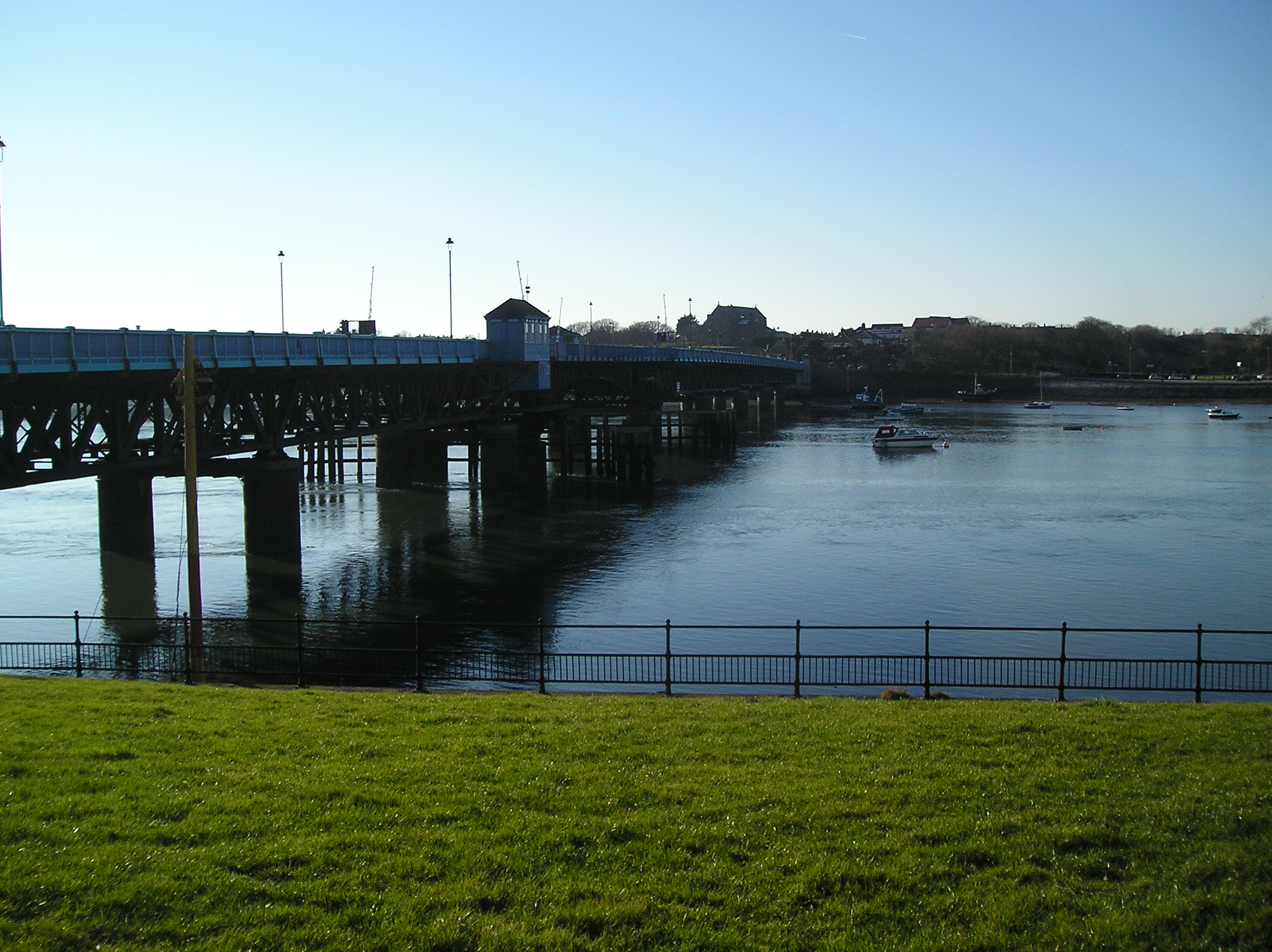
Jubilee Bridge, ponte que liga as ilhas de Barrow e Walney
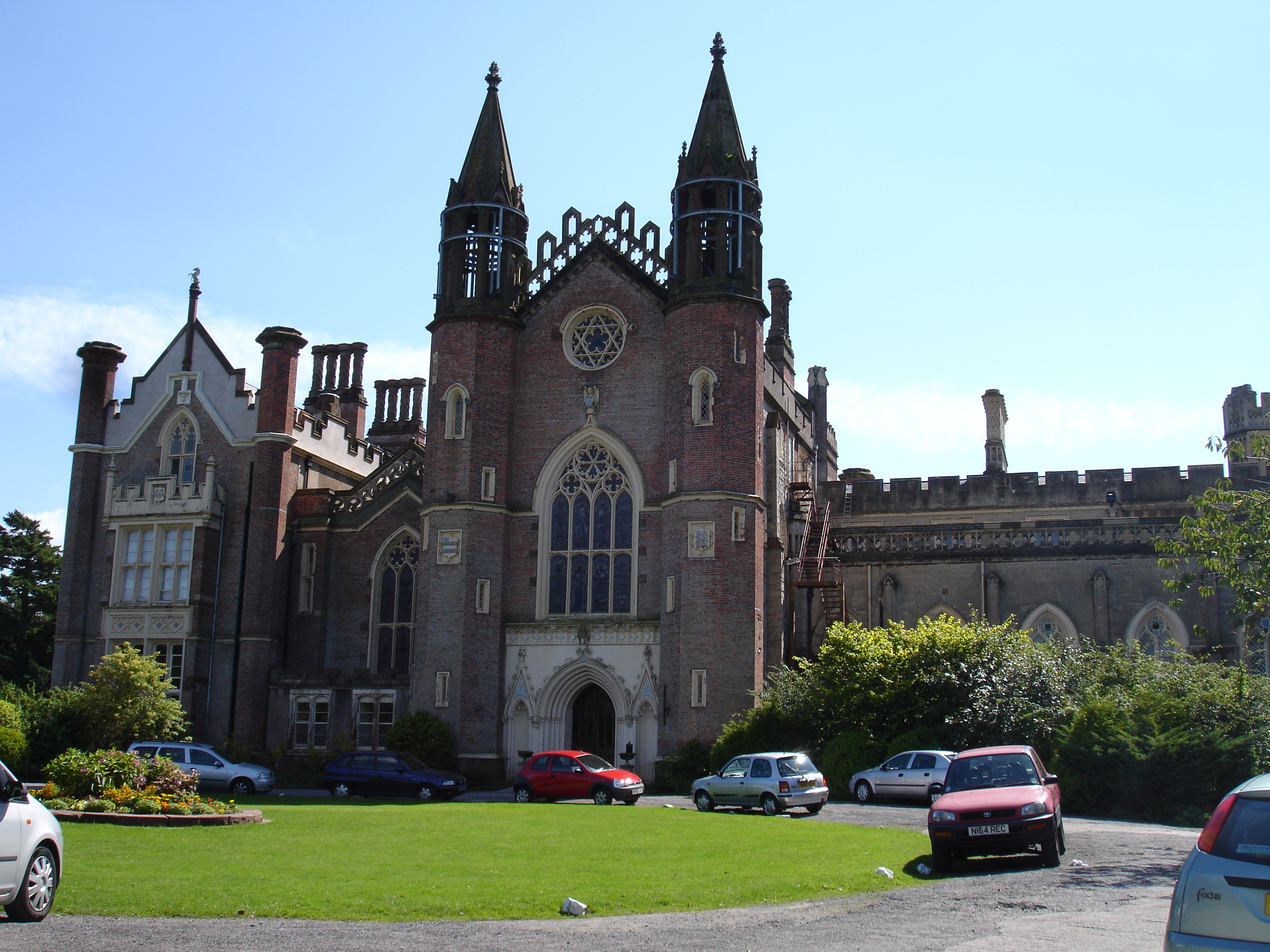
Priorado de Conishead, próximo a Ulverston
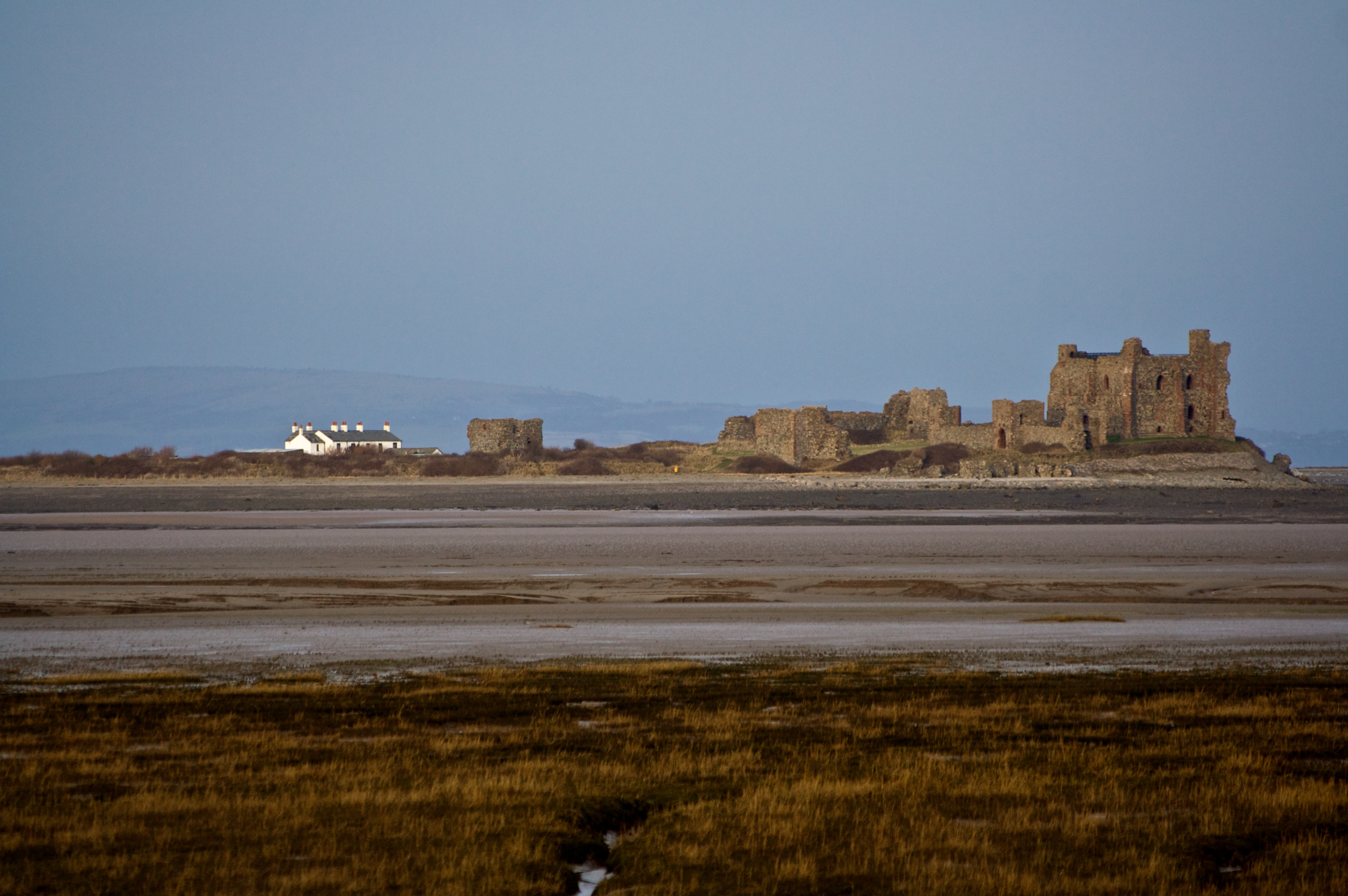
Ilha Piel, com visão do Castelo de Piel, também conhecido como Castelo de Fouldry
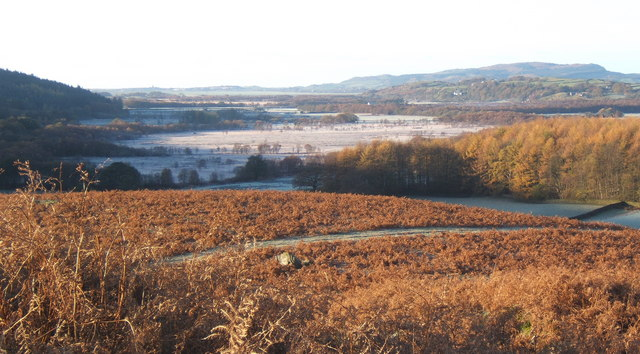
Cenário perto de Broughton, no inverno
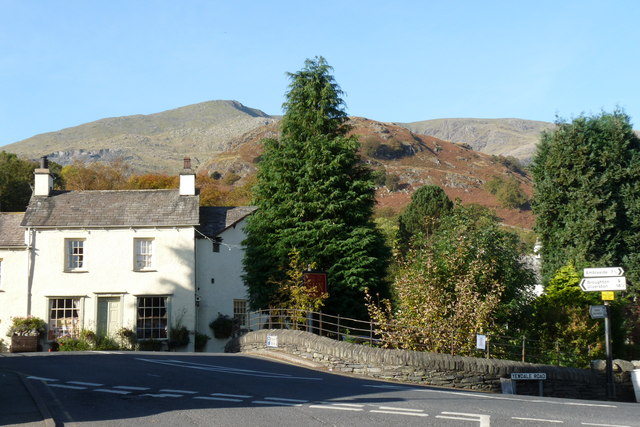
The Old Man of Coniston, visto a partir da vila de Coniston. Este era o ponto mais alto de Lancashire até a reorganização do governo local, em 1974
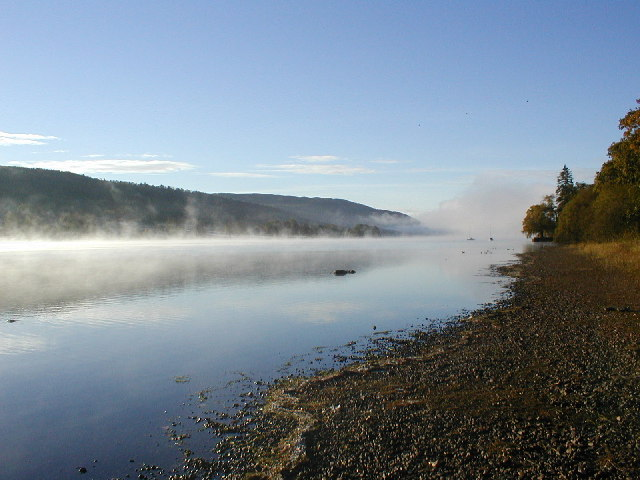
Lago Coniston Water
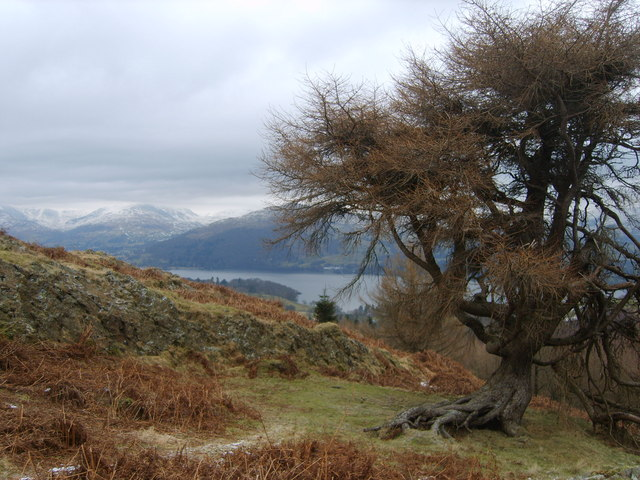
Vista do Lago Windermere, visto a partir da colina de Latterbarrow